# Michele Cervellini
Michele Cervellini (* 14. April 1988) ist ein san-marinesischer Fußballspieler.

## Karriere
Cervellini begann seine Karriere beim AC Rimini 1912 und wechselte 2007 zu Sant’ Ermete Sanvitese. 2008 wechselte er zum AC Juvenes/Dogana, wo er 2009 und 2011 den Coppa Titano gewinnen konnte. 2013 ging er zu SS Pennarossa. Seit 2009 läuft er regelmäßig für die san-marinesische Nationalmannschaft auf.

## Erfolge
AC Juvenes/Dogana
- Coppa Titano (2): 2009, 2011